# Caecilius Metellus Pius
Quintus Caecilius Metellus Pius (født ca. 129 f.Kr., død 63 f.Kr.) var en romersk politiker. Han var patricier og opnåede at blive både konsul og Pontifex maximus.
Pius var den eneste søn af Quintus Caecilius Metellus Numidicus. Han startede sin militærkarriere som sendebud for Lucius Cornelius Sulla i Borgerkrigen. Efter at Sulla var blevet fordømt og ulovliggjort, forblev Pius trofast mod Sulla og flygtede til Afrika. I 83 f.Kr. vendte Pius tilbage til Sulla og hjalp ham med at vinde borgerkrigen, der endte med at Sulla blev udnævnt til diktator.
For Pius tjenester udnævnte Sulla ham til Pontifex maximus, og i 80 f.Kr. blev han også valgt som konsul. Bagefter blev han som prokonsul sendt til Hispania provinsen. I de næste 8 år forblev Pius i Iberien og bekæmpede den oprørske Quintus Sertorius, hvor til slut Pompejus hjalp til. Han vendte tilbage til Rom, hvor han fik festen med et triumftog gennem byen for hans sejre i Hispania. For Pius' sejre over Sertorius, tjente han stor respekt hos de romerske historikere, specielt hos Frontinus der ofte refererer til hans gerninger i bogen Stratagemata. Pius døde i år 63 f.Kr.